# Bill Pursell
William Whitney „Bill“ Pursell (* 9. Juni 1926 in Oakland, Kalifornien; † 3. September 2020 in Nashville, Tennessee) war ein US-amerikanischer Pianist und Arrangeur. Sein größter Erfolg war der Song Our Winter Love, der 1963 Platz neun in den US-Popcharts erreichte.

## Leben
Pursell wuchs in Tulare auf und studierte Komposition in Baltimore. Er versah seinen Militärdienst im Zweiten Weltkrieg in einer Band bei der US Air Force. Nach dem Krieg beendete er sein Studium für klassische Komposition bei Howard Hanson an der Eastman School of Music und erwarb in der Mitte der 1950er Jahre einen Masterabschluss. Später spielte er mit im Nashville Symphony Orchestra. 1962 nahm er bei Columbia Records ein Album mit dem Titel Our Winter Love auf. Das Album erreichte Platz 15 der Billboard 200, die gleichnamige Singleauskopplung erreichte Platz 9 der US-Charts.
Die Nachfolgesingle Loved erreichte bei Billboard Platz 121. Pursell nahm später bei Epic Records und Dot Records auf, konnte jedoch keine Chartplatzierung mehr erreichen. Er spielte in den 1960er-Jahren Klavier auf einigen Alben von Johnny Cash und arbeitete als Sessionmusiker und Arrangeur für Patsy Cline, Johnny Paycheck, Joan Baez, Eric Andersen, Scotty Moore, JJ Cale, Willie Nelson, Dan Fogelberg, Hank Garland (Subtle Swing) und andere. 1985 wurde er als Komponist des Jahres von der Tennessee Music Teachers Association geehrt.
Pursell war ab 1980 Mitglied der Fakultät der School of Music an der Belmont Universität. 1996 erhielt er den Doktorgrad Musical Arts (DMA) an der Eastman School of Music an der University of Rochester. Er starb im September 2020 im Alter von 94 Jahren an einer Lungenentzündung, nachdem er sich mit SARS-CoV-2 infiziert hatte.

## Diskografie

### Alben
- 1963: Our Winter Love
- 1963: Chasing A Dream
- 1974: Try a Little Kindness (The Young Church Singers & Bill Pursell)
- 1977: The Sweat Sound (Bill Pursell & The Nashville Sweat Band)

### Singles
- 1963: Our Winter Love